# أرخيتاس
أرخيتاس (باليونانية: Ἀρχύτας) ـ (428 - 347 ق.م) كان فيلسوفاً إغريقياً قديماً، رياضياً وفلكياً ورجل دولة واستراتيجي. وعالماً انتمى إلى المدرسة البيثاغورية واشتهر بأنه مؤسس الميكانيكا الرياضية، كما كان صديقاً لأفلاطون.

## حياته وأعماله
وُلد في تارينتوم، ماغنا غراسيا (إيطاليا الآن). وتتلمذ لفترة على يد فيلولاوس. ودرّس الرياضيات ليودوكسوس من نيدوس، ومينايخموس كان تلميذاً للأخير. يعتقد بأن أرخيتاس كان مؤسساً للميكانيكا الرياضية. وأنه أول من بنى آلة طائرة.وهي نموذج على شكل طائر مدفوعة بالبخار. ويقال أنها طارت فعلاً لـ 200 متر. وهذه الآلة التي سُميت بالحمامة، قد علقت على سلك لأجل أن تؤدي طيراناً. كما كتب أرخيتاس الكثير في الميكانيكا. قدم أرخيتاس مهوم «المتوسط المتناسق» والذي له أهميته في الهندسة الإسقاطية ونظرية الأرقام. حلّ أرخيتاس مشكلة «مضاعفة التكعيب» عن طريق البناء الهندسي. حيث أن دمج متوسطين كسريين مساو لفكّ الجذر التكعيبي. وهذا النموذج الذي يستخدم خطوط تنشأ من تحريك الأجسام لبناء الكسرين بين مغناطيسين. كان الأول في الميكانيكا. وسمّي منحنى أرخيتاس المستخدم في حل مشكلة مضاعفة التكعيب باسمه.
سياسياً وعسكرياً، كان أرخيتاس شخصية طاغية في تارينتوم بالنسبة لجيله. وانتخبه الشعب حاكماً لسبع سنوات، خلافاً لقوانينهم ضد الحكم الطويل، كان قائداً عسكرياً لا يهزم، وفي الحملات التارنتية ضد جيرانهم الإيطاليين الجنوبيين. الخطاب السابع لأفلاطون يظهر أن أرخيتاس أنقذ أفلاطون خلال مشاحناته مع ديونيسوس الثاني ملك سيراكوز، وفي وظيفته العامة عُرف أرخيتاس بفضيلته وكفاءته. ويعتقد البعض أنه كان نموذجاً للحاكم الفيلسوف الذي تحدث عنه أفلاطون. وأن أفلاطون تأثر به في فلسفسته السياسية كما يظهرها كتاب الجمهورية وأعماله الأخرى. غرق أرخيتاس حين كان على سفينة في بحر ماتيناتا. وظل جسده بلا دفن على الساحل حتى واراه بحّار ببعض الرمال. وسمي القمر (أرخيتاس) تكريماً لذكراه.

## منحنى أرخيتاس
ينشأ منحى أرخيتاس بوضع نصف دائرة (قطرها د) على قطر أحد دائرتي أسطوانة (قطرها د أيضاً). ثم تدوير نصف الدائرة حول قطر الإسطوانة. وهذا التدوير سيقطع الجزء من الأسطوانة الذي يمثل منحنى أرخيتاس. بطريقة أخرى غير رياضية: منحى أرخيتاس ينشأ من اقتطاع نصف دائرة بقطر (د) من أسطوانة قطرها أيضاً (د). وقد استعمل أرخيتاس هذا المنحنى لبناء مكعب ذي حجم نصف حجم المكعب المعطى.